# Downiewo
Downiewo – wieś w Polsce położona w województwie podlaskim, w powiecie białostockim, w gminie Gródek.
Prawosławni mieszkańcy wsi należą do parafii św. Anny w Królowym Moście, a wierni kościoła rzymskokatolickiego do parafii Najświętszego Serca Pana Jezusa w Gródku.

## Opis
Według Pierwszego Powszechnego Spisu Ludności w 1921 r. wieś liczyła 7 domów, w których mieszkało 38 osób (18 kobiet i 20 mężczyzn). Większość mieszkańców wsi, w liczbie 32 osób, zadeklarowała wyznanie prawosławne, zaś pozostałe 6 osób podało wyznanie rzymskokatolickie. Podział religijny mieszkańców Downiewa nakładał się na ich strukturą etniczną, gdyż 32 osoby podały białoruską przynależność narodową, a pozostałe 6 polską.
W latach 1975–1998 miejscowość administracyjnie należała do województwa białostockiego.